# Жеремі Страв'юс
Жеремі Страв'юс  (фр. Jeremy Stravius, 14 липня 1988) — французький плавець, олімпійський чемпіон.

## Виступи на Олімпіадах
| Олімпіада   | Дисципліна                      | Місце |
| ----------- | ------------------------------- | ----- |
| Лондон 2012 | естафета 4 × 100 вільним стилем | 1     |
| Лондон 2012 | естафета 4 × 200 вільним стилем | 2     |

## Зовнішні посилання
- Досьє на sport.references.com [Архівовано 18 грудня 2012 у Wayback Machine.]